# Jan Szewczyk (działacz muzyczny)
Jan Szewczyk (ur. 1934, zm. 25 maja 2013 w Warszawie) – polski działacz muzyczny, popularyzator jazzu, organizator koncertów i festiwali, wieloletni menedżer zespołów muzyki rozrywkowej Grupa ABC, Skaldowie, 2 plus 1 oraz Haliny Frąckowiak.
Był uczestnikiem I Zaduszek Jazzowych w Krakowie, w 1954 r., oraz pierwszych Festiwali Jazzowych w Sopocie w 1956 i 1957 r. Współorganizator pierwszych festiwali Jazz Jamboree. Współzałożyciel Federacji Polskich Klubów Jazzowych i Polskiej Federacji Jazzowej, wieloletni członek i działacz Związku Producentów Audio Video i Akademii Fonograficznej. Wieloletni skarbnik Zarządu Głównego Polskiego Stowarzyszenia Jazzowego. Przewodniczący Komisji Rewizyjnej Związku Artystów Wykonawców STOART.
Odznaczony Brązowym Medalem „Zasłużony Kulturze Gloria Artis” (2005).
Zmarł 25 maja 2013 r. Pochowany 29 maja na cmentarzu komunalnym w Łomiankach – Kiełpinie.